# 장융청
장융청(중국어 정체자: 張永成, 병음: Zhāng Yôngchéng, 한자음: 장영성)은 중화민국의 정치인이다. 현재 중화민국 농회 사무총장, 농업훈련협회 회장을 맡고 있다.